# Адалберт Пражки
Адалберт Пражки (на латински: Adalbertus Pragensis), известен и като Войтех или Войцех (на чешки: Vojtěch; на полски: Wojciech; * 956, Либице над Цидлиноу, Чехия, † 23 април 997, Източна Прусия (днес в Калининградска област на Русия)) е епископ на Прага (983 – 988, 993 – 995) и католически светец. Особено почитан в Бохемия, Полша и Унгария. 
На него се приписва авторството на най-старите известни чешки и полски духовни песни – „Господи, помилуй нас“ и „Богородица“.

## Биография

### Произход и ранни години
Роден през 952 или 956 г., по произход Войтех принадлежи към могъщия чешки княжески род Славниковци. Баща му, княз Славник, е независим владетел на Зличанското княжество, богат и, според летописеца Козма Пражки, щастлив човек. Войтех има шест братя, единият от които, Радим (известен още като Гауденций), също става известна религиозна фигура и първият епископ на Полша. Семейството на Войтех живее в град Либице. Славниковците са съперници на Пршемисловци в Бохемия и феодалните препирни между двата княжески рода се засилват по времето на Войтех.
През 970 – 973 г. Войтех заминава да учи в Магдебург. Неговият духовен наставник е Адалберт Магдебургски, който му дава при миропомазването името на своя светец-покровител. Получил отлично образование в катедралното училище в Магдебург и в школата на манастира „Св. Мориц“ при знаменития Отерих, Адалберт-Войтех скоро става известен в цяла Европа.

### Религиозна дейност
През 981 г., след смъртта на двамата си наставника, Адалберт се завръща в Прага. На следващата година, след смъртта на Детмар Пражки и против волята си, той е избран за епископ на Прага и ръкоположен през 983 г. Адалберт живее доброволно в бедност, отличава се с благотворителност, ревностна служба на Църквата и голяма строгост. През 989 г. той се оттегля сам от епископския пост, след което се заселва като отшелник в бенедиктинския манастир Сант Алесио в Рим.
Четири години по-късно, през 993 г., против волята на княза на Бохемия Болеслав II, Адалберт се завръща в Прага като епископ с благословията на Рим. Година по-късно той основава в пражкото предградие Бржевнов първия в Чехия мъжки манастир, Бржевновския манастир. Негова заслуга е създаването в Чехия на монашески ордени, които полагат основите на първите манастири в цялото кралство.
Адалберт активно се бори с езическите вярвания, които са все още силни в Чехия. Тази дейност му коства много усилия. Около година по-късно той се среща със Страхквас, роден брат на княз Болеслав, който също е избрал духовния път и има доста висок църковен сан. Адалберт му предлага епископския си жезъл и му обяснява, че не се чувства в състояние да отклонява хората от идолопоклонството, полигамията, кръвосмесителните бракове. Според него, много по-добро би било управлението над своеволното паство на човек от Пршемисловския род. Страхквас отхвърля предложението на Адалберт, на което той отговоря, че в бъдеще Страхквас все пак ще трябва да приеме този сан, но при много по-лоши условия.
През 995 г. феодалните разпри между Славниковци и Пршемисловци приемат толкова остри форми, че по заповед на Болеслав II е извършено нападение над Либице, чиито защитници не успяват да се противопоставят на атаката. Четирима от братята на Адалберт са убити от свитата на рода Вършовци, който е прокълнат от Адалберт за съдействието си. Зличанското княжество е присъединено към владенията на Пршемисловците.
След трагедията Адалберт вече не може да остане в Прага и за втори път се оттегля в Рим, където се сближава с Отон III. През 996 г. майнцкият архиепископ Вилигис настоява Адалберт да се върне при чехите. Папа Йоан XV поддържа замисъла, но разрешава на Адалберт в случай на непокорство от страна на чехите да замине при езичниците. Тъй като чехите отказват да го приемат, Адалберт завинаги напуска родината си. За негов приемник, както той самият предсказва, е назначен Страхквас. Въпреки това, той не успява да встъпи в епископските пълномощия, тъй като непосредствено преди ръкополагането си, е застигнат от внезапна смърт.

### Мисия и гибел в Прусия
След кратка мисия в Унгария, Адалберт се заселва в Полша, където е приет любезно от княз Болеслав Храбри. През пролетта на 997 г. той се отправя с братята си Гауденций и Бенедикт да проповядва християнското учение сред прусите.
На 23 април 997 г. Адалберт среща смъртта си от ръката на пруските езичници близо до днешния Калининград. Скоро след гибелта на епископа, тленните му останки са откупени от Болеслав Храбри, като тежестта на откупа в злато е равна на теглото на мощите на мъченика, които са положени в катедралата в Гнезно. Две години след смъртта си, Адалберт е канонизиран от папа Силвестър II. Канонизацията съвпада с основаването на първата полски архиепископия в Гнезно.
Според една от версиите, мощите на св. Войтех остават в катедралата в Гнезно. Според друга – през 1039 г., по време на военния поход в Полша на чешкия княз Бржетислав I, те тържествено са пренесени в Прага и положени в ротондата на св. Вит в Пражкия замък, а по-късно пренесени от княз Спитигнев II в построената на това място базилика, наречена на светиите Вит, Вацлав и Войтех. И накрая, мощите били положени в катедралата в Пражкия замък.